# Zimmerit

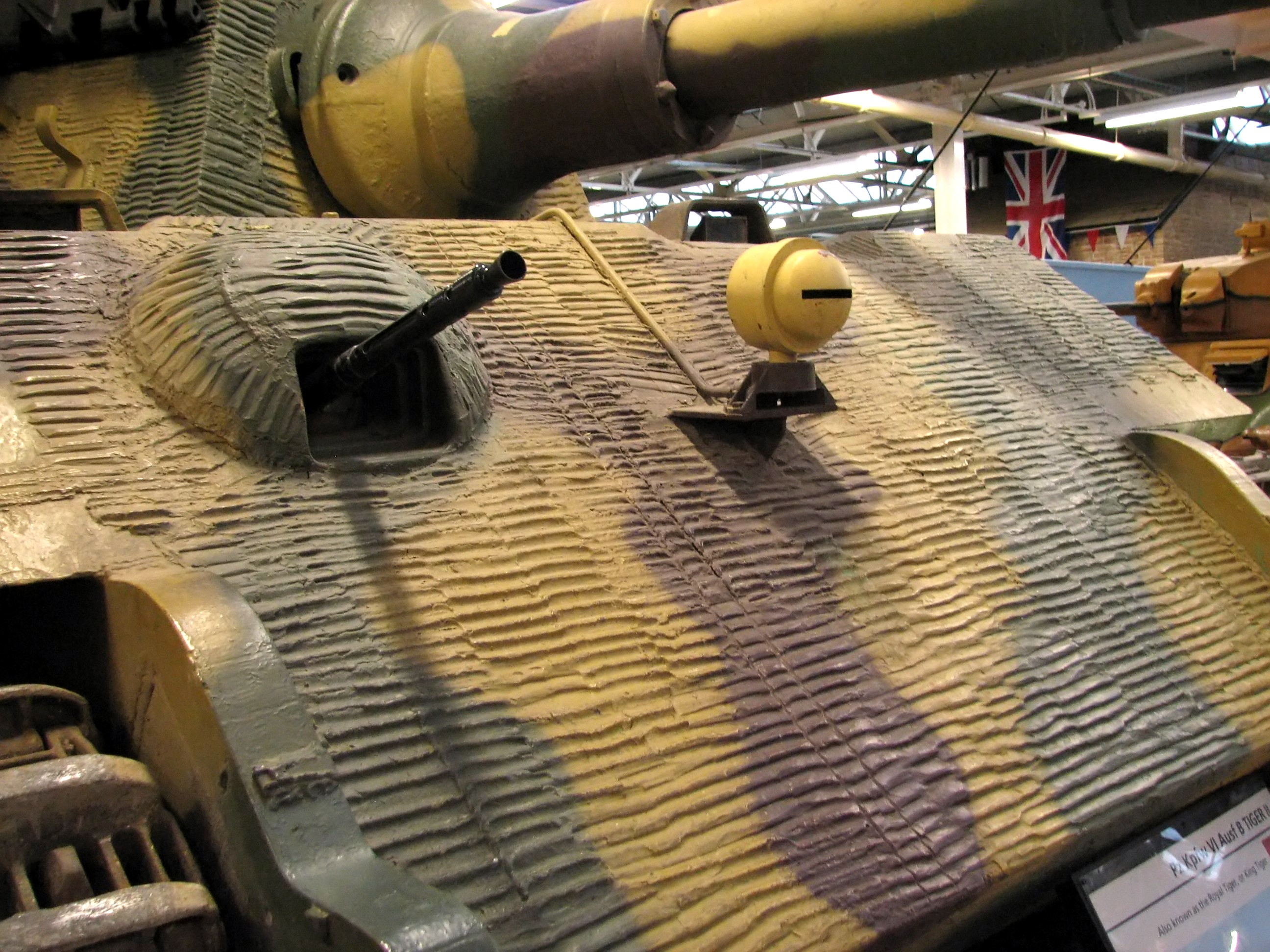
Zimmerit

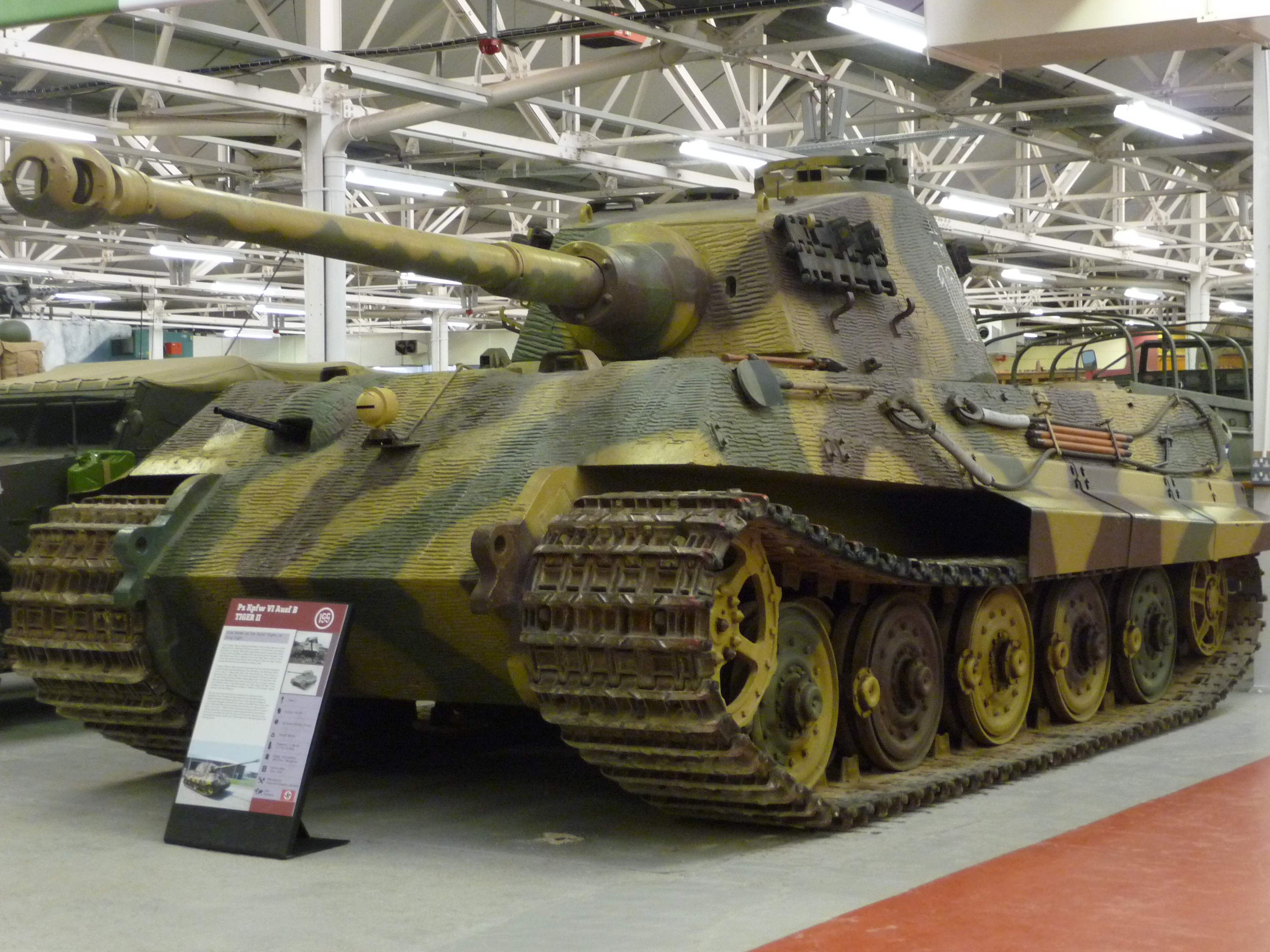
Czołg PzKpfw VI Tiger II pokryty pastą zimmerit

Zimmerit – specjalna masa, nakładana w czasie II wojny światowej na pancerze niemieckich czołgów i dział pancernych, której zadaniem było uniemożliwienie przymocowania do kadłubów pojazdów, posiadających silne magnesy ręcznych granatów przeciwpancernych z ładunkiem kumulacyjnym.

## Historia
Zimmerit składał się z polioctanu winylu (popularny klej do drewna WIKOL – jako spoiwo) (25%), trocin (10%), siarczanu baru (40%), siarczku cynku (10%), oraz ochry (barwnik) (15%).
Masa przed użyciem miała konsystencję rzadkiego kitu lub też gipsu, który nakładano na pojazdy kielnią w dwóch warstwach, których celem było utrudnienie przymocowania min magnetycznych. Aby przyspieszyć proces schnięcia, po nałożeniu drugiej warstwy całość była wygrzewana lampą lutowniczą.
Wbrew temu, co donosił aliancki wywiad, zimmerit nie był antymagnetyczny, a jedynie amagnetyczny (neutralny na wpływ magnesów). Jedynym państwem, które w czasie II wojny światowej wykorzystywało przeciwczołgowe miny magnetyczne na dużą skalę, była III Rzesza.
We wrześniu 1944 roku zaniechano nanoszenia zimmeritu na pancerze czołgów z uwagi na pogłoski o jego łatwopalności. Po przeprowadzeniu testów pogłoski te nie potwierdziły się, jednak postęp broni przeciwpancernej stosowanej przez aliantów spowodował, że zimmerit stał się mało przydatny i nie został już przywrócony do użytku. Nie bez znaczenia był także czas, jaki pochłaniały te czynności – w okresie ciągłych bombardowań niemieckich zakładów starano się robić wszystko, by pojazd jak najszybciej opuścił fabrykę.
Zimmerit jako środek przeciwdziałający przyczepianiu min magnetycznych nie spełnił swojego zadania (chociaż dzięki chropowatej powierzchni nieco trudniej było je przyczepić, ale nadal było to możliwe). Jednak chropowata i matowa powierzchnia ograniczała powstawanie refleksów światła, dzięki czemu pojazdy pokryte zimmeritem były znacznie trudniejsze do zauważenia, tak z powietrza jak i ziemi.
Zgodnie z rozkazem Oberkommando der Wehrmacht wydanym 29 grudnia 1943 roku, zimmeritem pokrywano następujące pojazdy:
- PzKpfw III
- PzKpfw IV (100 kg zimmeritu)
- PzKpfw V Panther (160 kg zimmeritu)
- PzKpfw VI Tiger (200 kg zimmeritu),
- Tiger(P) Elefant
- Sturmgeschütz III i Sturmgeschütz IV (po 70 kg zimmeritu),
- Hetzer
- Panzerjäger Nashorn

Poza powyższymi okazjonalnie pokrywano zimmeritem także inne pojazdy, takie jak Sd.Kfz.251, oraz samobieżne działa przeciwpancerne. Nie przewidywano pokrywania tym materiałem jednostek, które nie brały udziału w bezpośredniej walce na froncie.